# Ghī (gastronomia)
Il ghī (in hindī घी; dal sanscrito घृतम् ghṛta; anglicizzato in ghee) è il burro chiarificato usato nella cucina indiana e, in generale, nei Paesi asiatici. Si tratta di un burro privato dell'acqua e della componente proteica, con un contenuto di acidi grassi saturi del 48% circa.

## Preparazione
Il ghī può essere acquistato pronto (quasi ovunque in India, Pakistan e paesi limitrofi; fuori dall'India si può trovare nei negozi di alimentari etnici), ma può essere facilmente preparato in casa, lasciando sobbollire a fuoco molto basso la quantità di burro desiderato, ad una temperatura leggermente superiore ai 100 °C. Dopo la cottura, durante la quale l'acqua evapora completamente, una parte delle proteine forma una schiuma che viene eliminata con una schiumarola e un'altra parte imbrunisce e si deposita sul fondo. Il burro viene quindi filtrato e posto in vasetti di vetro sigillati.

## Conservazione
Il ghī può essere conservato fuori dal frigorifero, in luogo fresco e asciutto; può durare alcuni mesi. In frigorifero, può durare anche un anno.

## Utilizzo
Il ghī, analogamente al burro chiarificato, può essere utilizzato per friggere: essendo privo di acqua e proteine, il suo punto di fumo è molto elevato.
Si utilizza inoltre al posto del burro in numerose preparazioni indiane; per esempio, il chapati viene spalmato di ghī.